# Reynoutria japonica
Reinutrija (lat. Reynoutria japonica) je višegodišnja biljka koja je svrstana u porodicu Polygonaceae. Spada u jako invazivne vrste i prema IUCN (International Union for Conservation of Nature) je svrstana među 100 najinvazivnijih vrsta. Sposobna je da raste na različitim staništima, nekada čak i u urbanim sredinama!

## Opis
Višegodišnja poludrvenasta biljka do 4 m visoka, s tim da je u prirodnom arealu znatno niža 0,3-1,5 m. Višegodišnji korenov sistem je veoma dobro razvijen s rizomima iz kojih na proleće izbijaju mladi izdanci (do 3 m u dubinu, a može dostići i do 20 m dužine).
Listovi su krupni, s karakteristično zaravnjenom osnovom i usko zašiljenim vrhom, dugi 5-12 (18) cm, široko 5–8 cm.
Cvetovi su sitni, beli, grupisani u grozdaste cvasti, koje mogu biti terminalne ili u pazuhu listova i koje mogu ili da štrče u svim pravcima (ženske jedinke) ili da budu postavljene uspravno (muške jedinke). Cveta od jula do oktobra. Oprašuju je insekti, a rasejavaju vetar i voda. Plod je ahenija, koja ostaje u cvetnom omotaču i kada sazri, ona je crna do tamnobraon i sjajna. Vegetativno se razmnožava delovima rizoma i stabljike.

## Poreklo vrste
Vrsta vodi poreklo iz Istočne Azije (Japan, Tajvan, Koreja i Kina).
U Evropu je uneta 1823. godine kao dekorativna vrsta, mada je korišćena i za ispašu, kontrolu erozije i vezivanje peska. Početkom XX veka naglo raste broj konstatovanih naturalizovanih populacija, što je rezultat česte sadnje vrste u baštama kao egzotične i brzorastuće ukrasne biljke. Pretpostavlja se da se na našim prostorima nastanila u drugoj polovini XX veka, da bi već krajem 1994. godine bila konstatovana na rudealnim staništima Beograda.
Nalazi se na velikom broju lista invazivnih vrsta, a IUCN ju je označio kao jednu od 100 najgorih invazivnih stranih vrsta jer velikom brzinom zauzima široka prostranstva, potpuno narušavajući prirodne ekosisteme. Jedan od uzroka tako visoke invazivnosti je nedostatak prirodnih neprijatelja u introdukovanim sredinama.
Ima izrazitu sposobnost regeneracije, koja je ujedno i vid vegetativnog razmnožavanja. Gotovo je nemoguće ukloniti je sa nekog staništa kad se na njemu raširi. Čak i veoma mali delovi rizoma (ne veći od 0,7 g) mogu da formiraju novu individuu, a ako se nađu zatrpani proklijaće čak i sa dubine od 2 m (zabeleženo je da klijanci  mogu da probiju čak i asfalt).
U nekim delovima Japana R. japonica spada u uobičajene prehrambene vrste, a osim toga ima primenu i u tradicionalnoj medicini Kine i Japana. Dokazano je da ekstrat ove vrste uspešno štiti biljke (gajeno povrće) od gljivičnih infekcija.
Ima sposobnost da akumulira velike količine cinka, bakra i kadmijuma, tako da je moguća njena upotreba za remedijaciju zemljišta i dekontaminaciju od teških metala.
U adventivnom arealu se nalaze gotovo isključivo ženske jedinke (sa sterilnim prašnicima) i nema seksualne reprodukcije.

## Rasprostranjenje i stanište
Registrovana je u skoro svim evropskim državama, dosta je zastupljena u Australiji, Novom Zelandu i u Sjedinjenim Američkim Državama. Zabeležena je i na teritoriji Južne Amerike, u Čileu.
U Srbiji je široko rasprostranjena.
Ima široku ekološku valencu u odnosu na veliki broj ekoloških faktora. Zato može opstati na različitim staništima, gotovo svim tipovima zemljišta, a uspeva čak i na ekstremnim staništima jer je adaptirana da preživi veoma surove uslove, kao što su visoka koncentracija teških metala i soli ili niska koncentracija azota dostupnog u zemljištu. Kolonizuje vulkansko tlo kao jedina pionirska vrsta, ali se teško nastanjuje na gaženom zemljištu.

## Mere kontrole i suzbijanja
Mlade biljke treba ukloniti mehanički (ručno), čupanjem iz korena, a zatim sa staništa ukloniti i  sve vidljive fragmente (najvažniji korak). Uklonjeni materijal treba kompostirati na barem 70 °C. Ovaj način mehaničke kontrole je efikasan u čišćenju manjih površina i kada je korenov sistem dobro razvijen. Druge mehanički metodi kontrole uključuju košenje i orezivanje u različitim intervalima i različite termičke i tehnološke procedure. Košenje i orezivanje samo po sebi neće naškoditi ovoj vrsti, čak će i pomoći njenom širenju ukoliko se ppkošeni materijal ne ukloni i ne uništi. Efekat spaljivanja je sličan efektu košenja, s tim što pepeo direktno vraća nutrijente u zemljište, a posle košenja je moguće ukloniti pokošenu biomasu. Kao prevencija novih introdukcija i daljeg širenja savetuje se obaveštavanje šire javnosti o invazivnom karakteru ove vrste. Košenje u kontinuitetu nekoliko godina transformiše monodominantne guste populacije u diverzitetne sastojine. Treba kositi pre sredine maja da bi se sprečio transport asimilovanih produkata u rizome i obavezno ukloniti sve fragmente sa staništa. Ipak, čak i nakon sedam godina ovom metodom se vrsta R. japonica kompletno ne uništava sa određenih staništa.
Zemljište u blizini populacija ove vrste ne treba koristiti i transportovati jer je najverovatnije kontaminirano propagulama ove vrste i može dovesti do invazije na drugom mestu. S obzirom na to da se stoka rado hrani ovom vrstom dok je mlada, ispaša je dobar metod kontrole, ali kako stoka neselektivno brsti vegetaciju, ovaj metod može ugroziti autohtone vrste, što je pogotovo značajno u blizini plavnih šuma, koje bi se u tom slučaju teško podmlađivale. Ipak ovo jeste efikasan i jeftin metod kontrole, pogotovo ako se radi o velikim zauzetim površinama, van prirodnih ekosistema. Važno je pre ispuštanja životinja na ispašu iseći odrvenele prošlogodišnje stabljike, koje mogu povrediti životinje.
R. japonica je idealan kandidat za biološku kontrolu, pa je 2010. godine u Veliku Britaniju buva Aphala raitadori, visokospecijalizovani neprijatelj koji se hrani biljnim sokom ove vrste i jedina vrsta koja je prošla kroz sve kontrole i procene uticaja njene introdukcije, nakon čega je sproveden i petogodišnji monitoring. Fungalni paraziti listova vrste roda Mycosphaerella su takođe bliže istraživani za upotrebu u biološkoj kontroli i pokazalo se da jesu visoko specifični, što ih čini dobrim kandidatima za biološku kontrolu.

## Spoljašnje veze
- Photo of herbarium specimen at Missouri Botanical Garden, collected in Missouri in 1994
- Species Profile - Japanese knotweed (Fallopia japonica), National Invasive Species Information Center, United States National Agricultural Library. Lists general information and resources for Japanese knotweed.
- Best management practice Архивирано на веб-сајту  (3. март 2016) A variety of ways to control knotweed (under "knotweed")(USA)
- Strategies for the eradication of Japanese knotweed Архивирано на веб-сајту  (2. фебруар 2017)
- American Journal of Botany - Sexual Reproduction in the Invasive Species Fallopia japonica
- Japanese Knotweed Alliance (UK)
- Recipes from "Wildman" Steve Brill
- Time lapse video of knotweed growth BBC
- Insect that fights Japanese knotweed to be released BBC News 2010-03-09
- How close is Japanese Knotweed to my home? BBC News 11 August 2017
- UK location map Архивирано на веб-сајту  (17. март 2022) at planttracker.org.uk
- „Japanese knotweed”. University of Minnesota Extension. Приступљено 2021-05-17.